# Литвиненко Володимир Миколайович (військовик)
Володимир Миколайович Литвиненко — майор Збройних Сил України, учасник російсько-української війни, що загинув під час російського вторгнення в Україну.

## Життєпис
На період російського вторгнення в Україну - майор, помічник начальника ППО 128-ї окремої гірсько-штурмової бригади.
Згідно повідомлення Мукачівської міської ради, загинув в боях з російськими окупантами.
Чин похорону загиблого відбувся 14 березня 2022 року в м. Мукачево на Закарпатті.

## Нагороди
- орден «Богдана Хмельницького» III ступеня (2022, посмертно) — за особисту мужність і самовіддані дії, виявлені у захисті державного суверенітету та територіальної цілісності України, вірність військовій присязі.